# オリバ (ポーランド)
オリバ（ドイツ語およびポーランド語共にOliwa ポーランド語: [ɔˈli.va] ( 音声ファイル),カシューブ語でÒlëwaまたはÒléwa） はポーランド共和国ポモージェ県グダニスク市内にある地区（歴史的にはダグニスク郊外の集落、村などと標記される）。オリバと記載される事が大半だが、オリーヴァと記載される例もある。かつては、ドイツ領だった。

## 概要
ポーランド中央北部に位置し、バルト海に隣接している。グダンスク市街地近隣であり、2004年の人口は19,824人。面積18 km2(密度1,087人/km2)。観光地として名高く、主要観光地としてオリバ修道院、オリバ大聖堂、オリバ公園などがある。かつて、ポメラニア公国の宗教的中心地であり、また、ポメラニア公国がドイツあるいはポーランド傘下に入り、ポメラニア（ポモージェ）地区となった後は、同地区の宗教的中心地となった。

## 歴史
オリバの歴史は、複雑である。オリバの歴史は、隣接地域のグダニクスと連動しており、また歴史に登場するのはポメラニア地域、グダニクスの順からである。有史以前ははっきりしていないが、周辺一帯には複数の部族が暮らしていたと見なされ、オリバにも鉄器時代以降住民がいたとみられる。ポメラニア地域としての歴史では980年頃ザクセン公国、神聖ローマ帝国、ポーランド公国、デンマーク王国ら４カ国は、それぞれ連合するなどして、ポメラニア地域の先住民らと戦い占領していった。ポーランド公ミェシュコ1世は、グダンスクを占領し統治したが、すぐにグダニスクの自治を認めた。その後、グダニスクの街に隣接、付随する形で1185年もしくは1186年もしくは1188年にオリバ修道院が作られ、ドイツ語を話す修道士が派遣されて来た。オリバが歴史に登場するのは、この修道院が作られてからである。以降、ドイツ勢とポーランド勢力、ポメラニア独立勢力らが文化的にも政治的にも激突し、デンマーク・スウェーデンなども交え複雑な歴史を形成する事となる。ポメラニア地域一体は有史以前もそうであったように、有史以降も、複雑な人種が入り混じった文明の衝突地であり、グダニクスとそれに付随するオリバは有史以降の約1000年間におよそ15回以上の所属国の変更が行われている。現在、オリバを管轄するグダニスク市は、観光パンフレットにて、これらを「荒々しい歴史」と表現している。

### 統治の変遷
- -997:詳細不明（先住民族統治〜戦乱期）
- 997–1227: ポーランド公国(1025年ボレスワフ1世統治下で王国に昇格）
- 1227–1294: ポメラニア公国
- 1294–1308: ポーランド王国
- 1308–1454: ドイツ騎士団
- 1454–1466: 帰属不明（十三年戦争時の土地紛争）
- 1466–1569: ポーランド王国
- 1569–1793: ポーランド・リトアニア共和国
- 1793–1807: プロイセン王国
- 1807–1814: グダニスク自由都市 (フランス帝国の影響下)
- 1815–1871: プロイセン王国
- 1871–1918: ドイツ帝国
- 1918–1920: ヴァイマル共和国
- 1920–1939: グダニスク自由都市（国際連盟管理下）
- 1939–1945: ドイツ第三帝国
- 1945–1952: ポーランド共和国（資本主義国）
- 1952–1989: ポーランド人民共和国（社会主義国）
- 1989–現在: ポーランド共和国（第三共和国）（資本主義国）

## 観光
オリバ大聖堂(グダニスク＝オリバ主教聖堂とも。Bazylika archikatedralna w Gdańsku-Oliwie）はパイプオルガンで知られる。そのほか、聖ヤコブ教会（Kościół św. Jakuba）、ロココ様式建築のオリバ大修道院長宮殿（Pałac Opatów w Oliwie）などがある。オリバは1936年に自由都市ダンツィヒ成立に伴う市町村合併によりグダニスク広域市の一行政区画になっているが、それ以前は独立した地区(1926以前は村)だった。

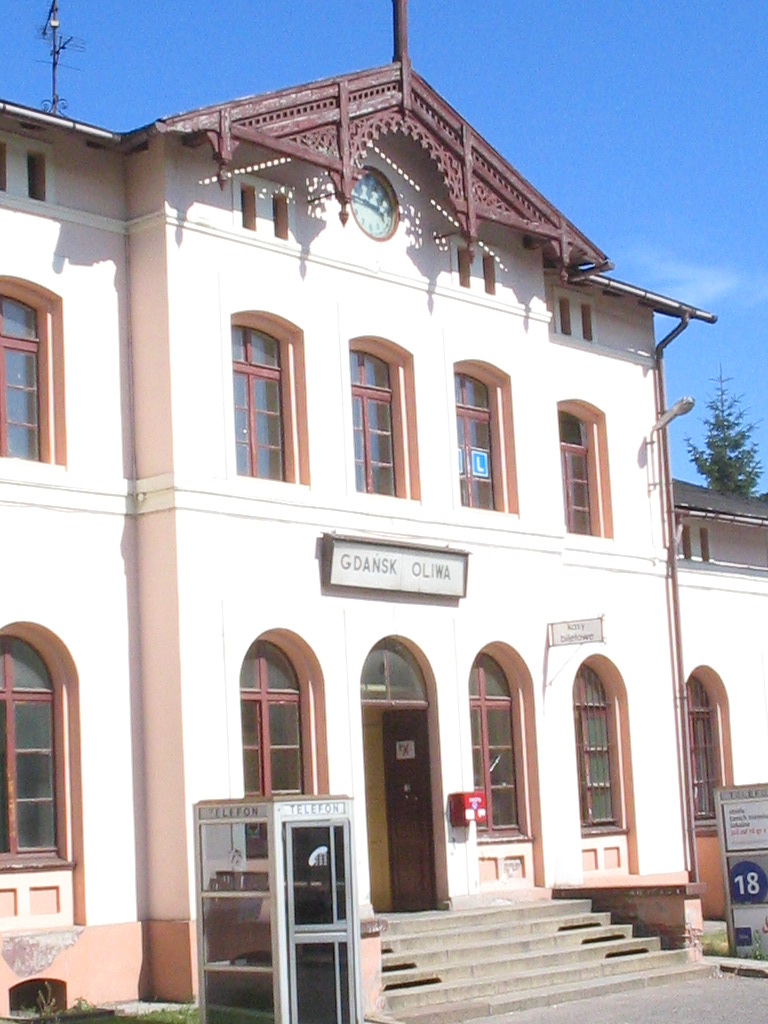
グダニスク・オリバ駅
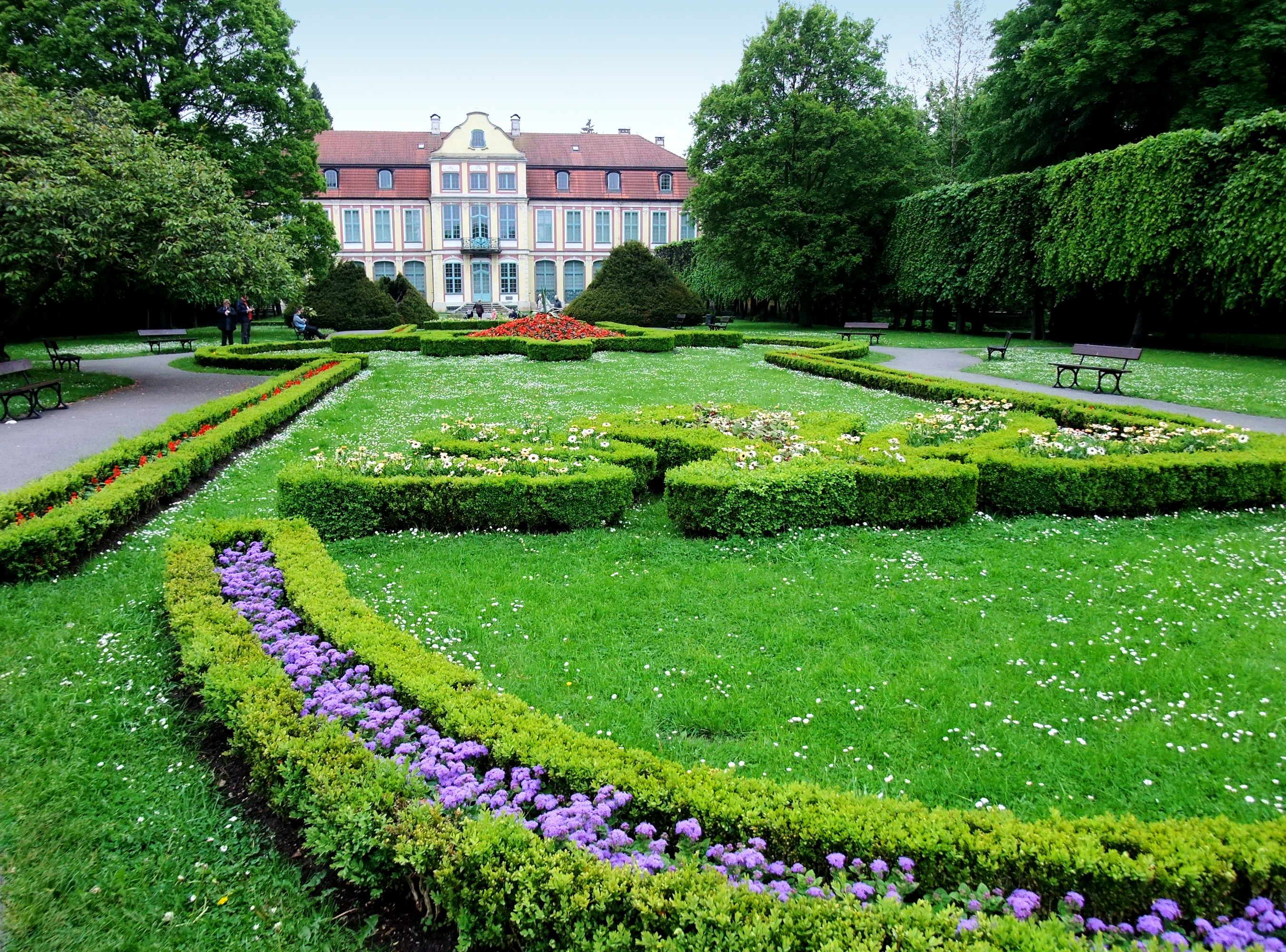
オリバ宮殿
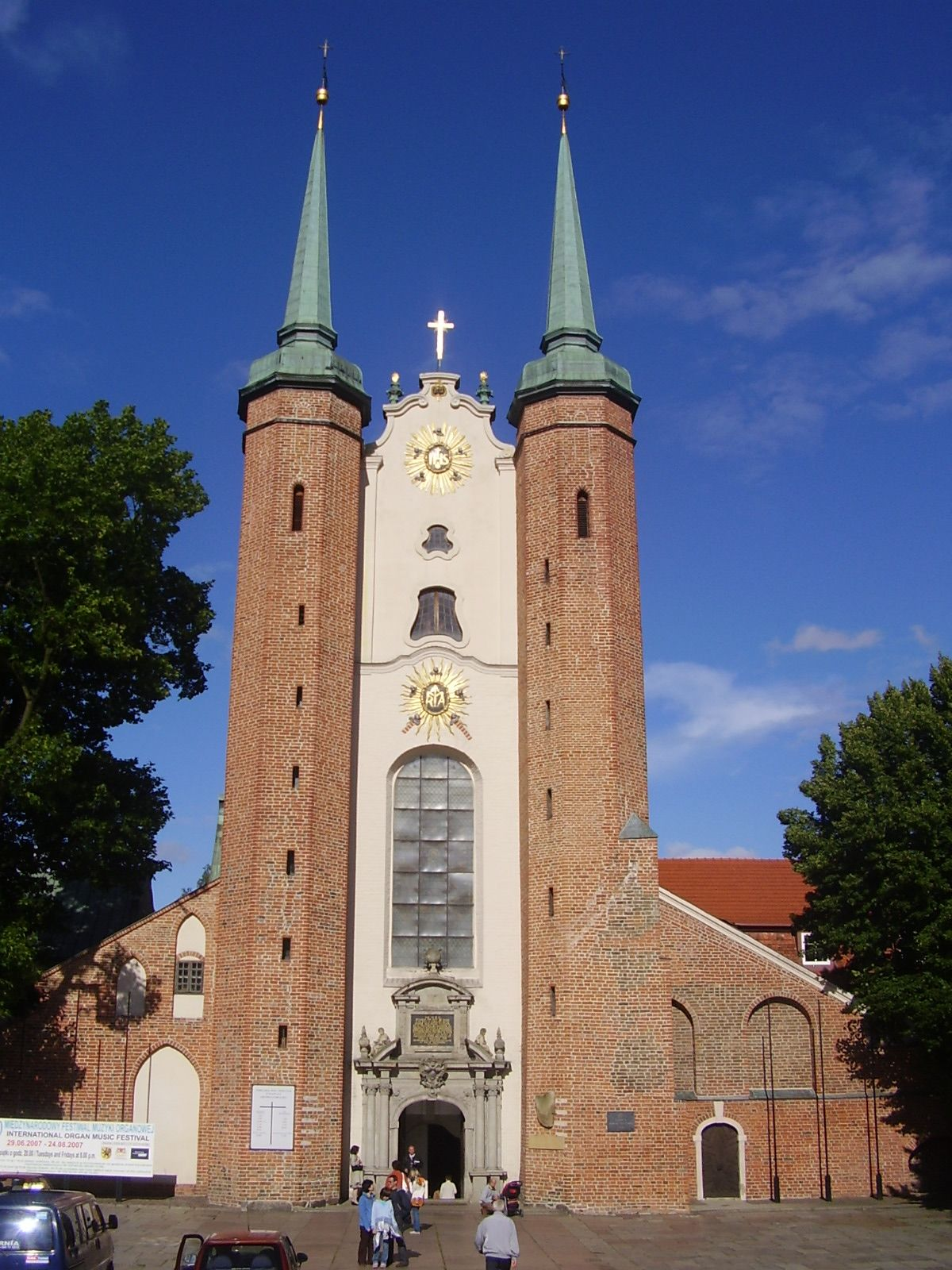
オリバ大聖堂
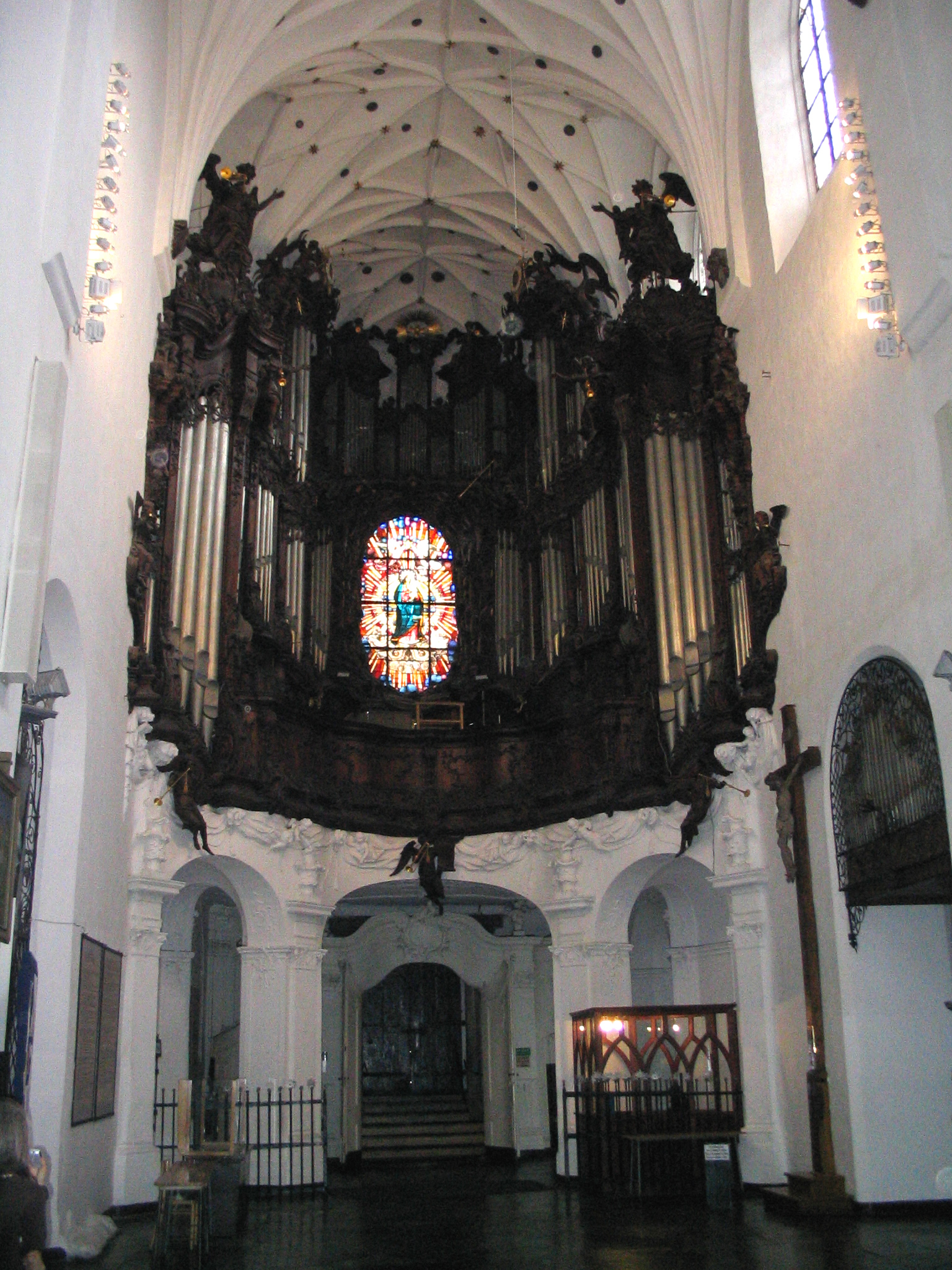
大聖堂パイプオルガン
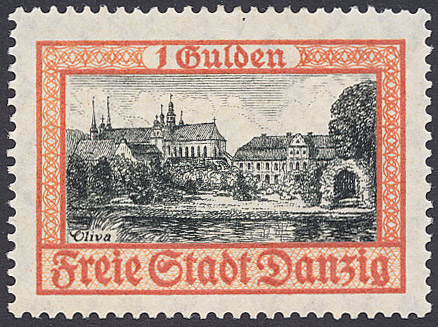
オリバ修道院(切手)
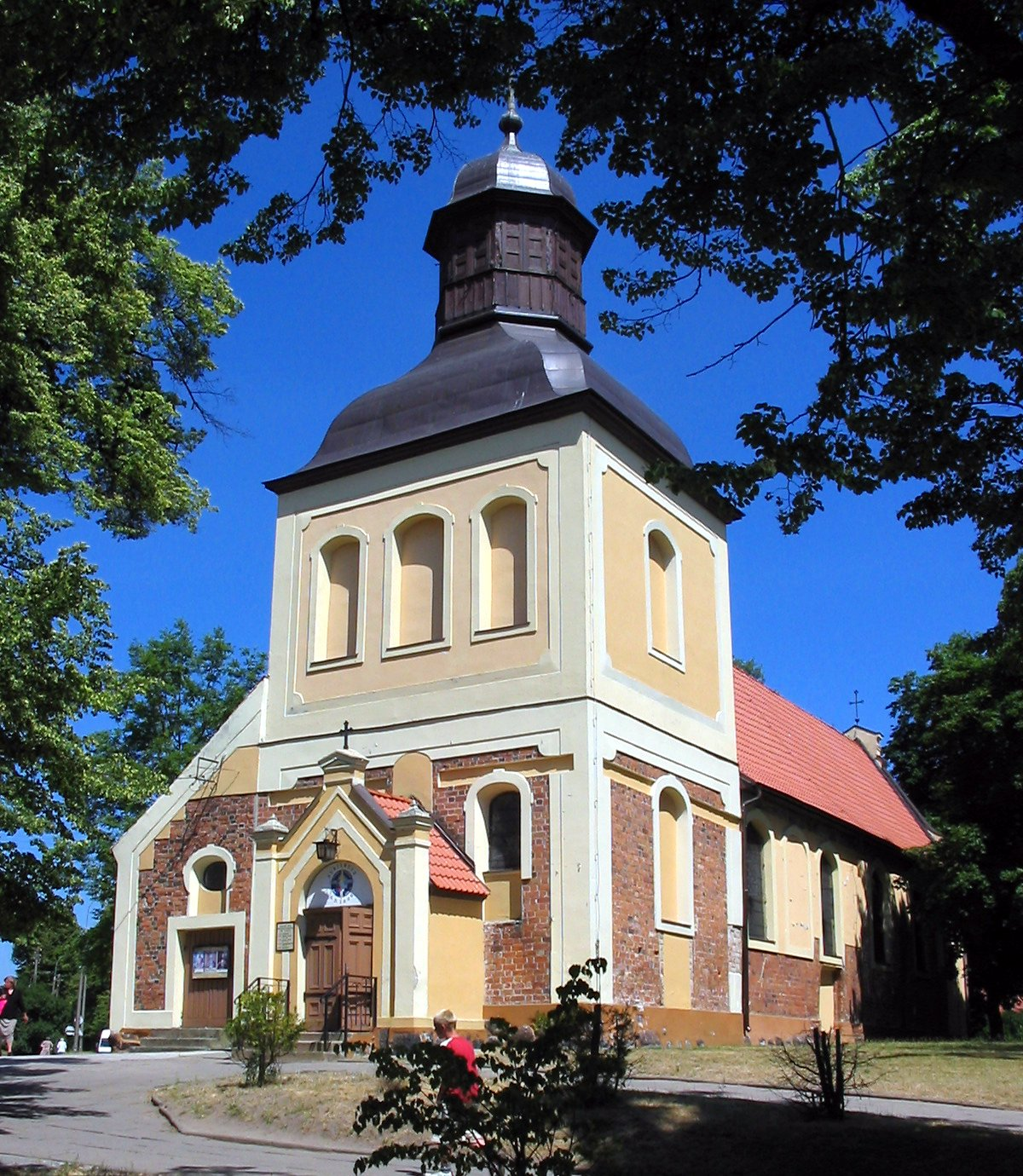
オリバの聖ヤコブ教会
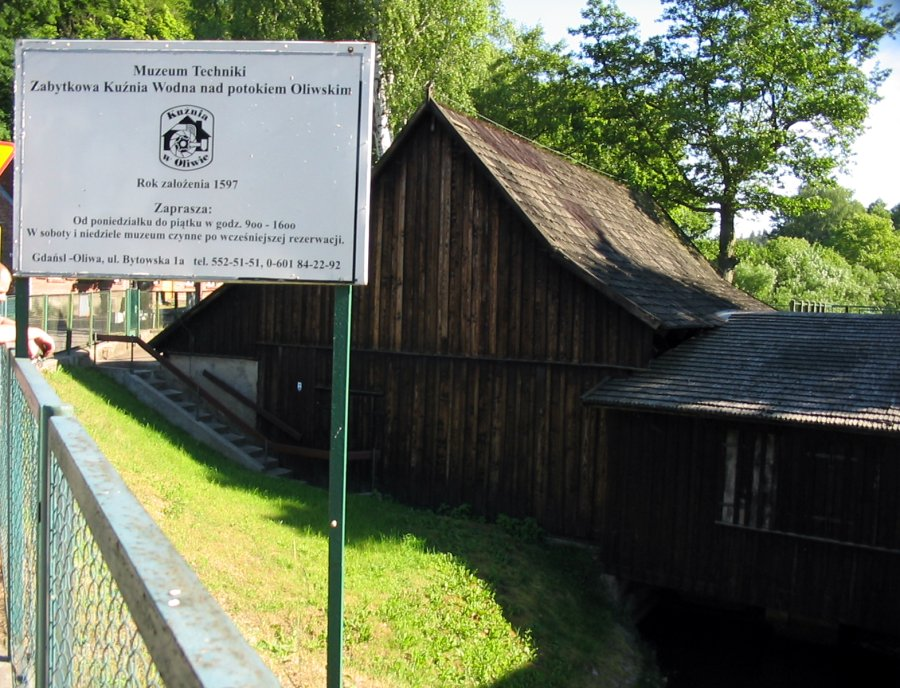
野外民俗博物館
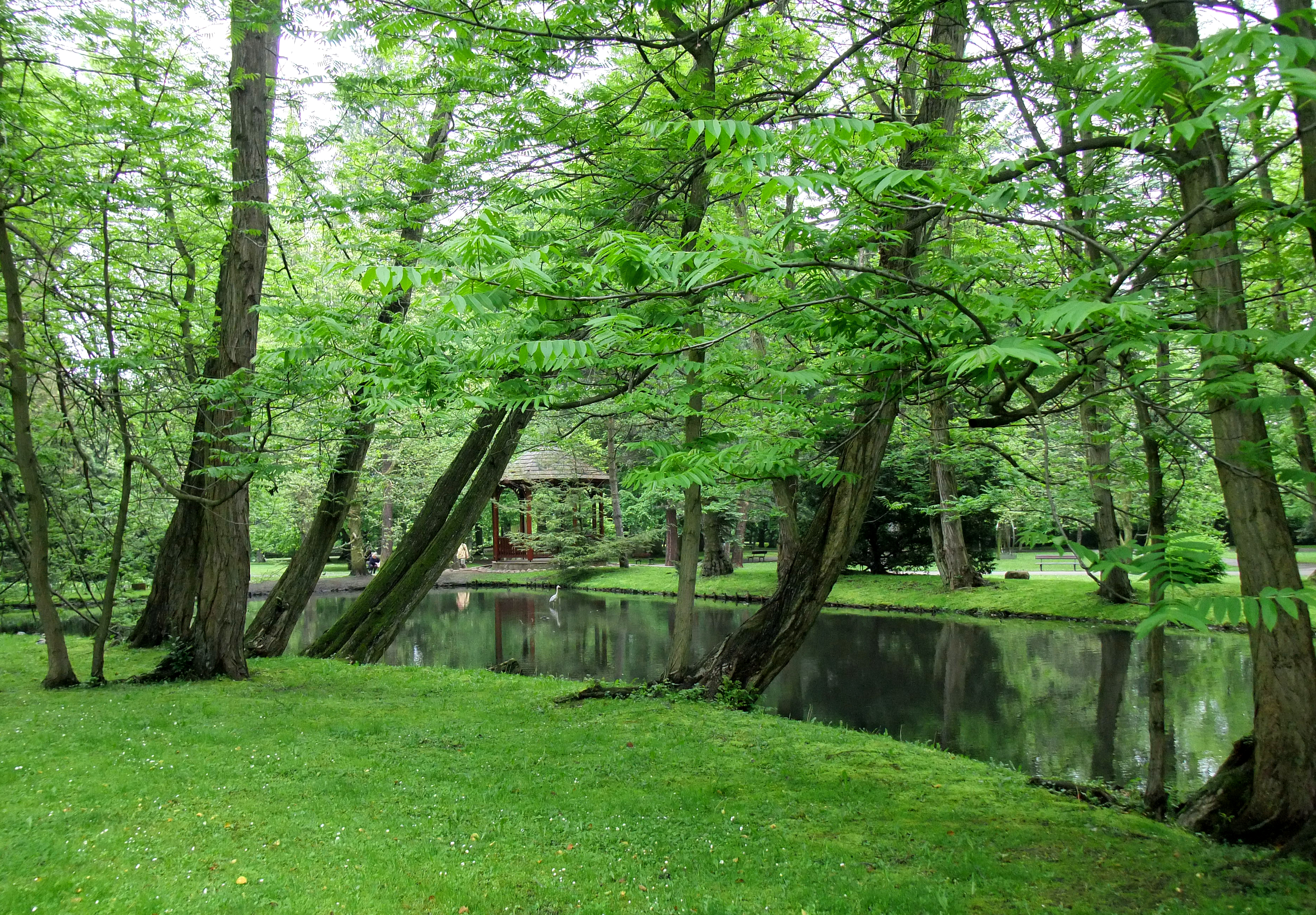
オリバ公園
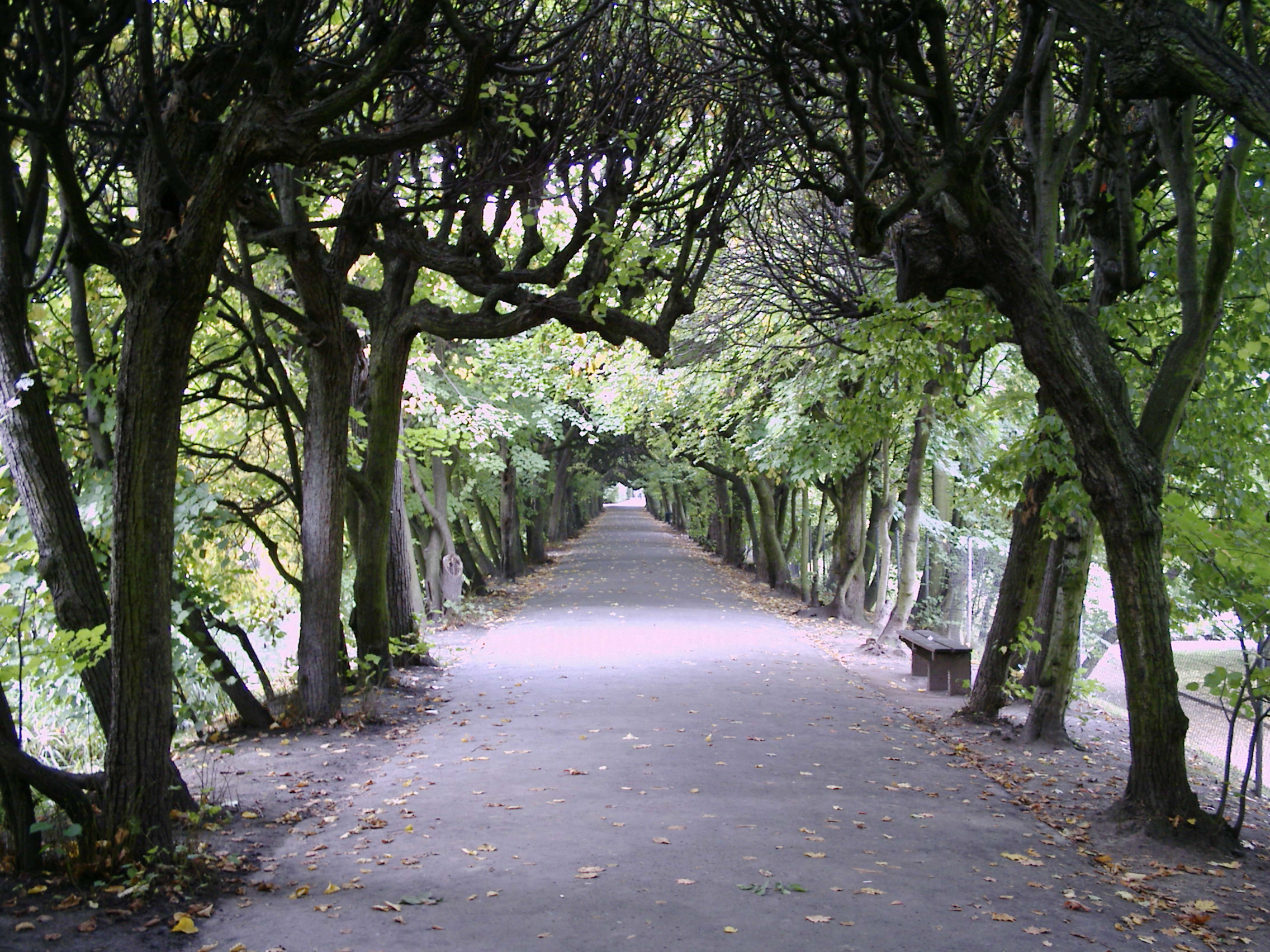
アダム・ミツキェヴィチ公園
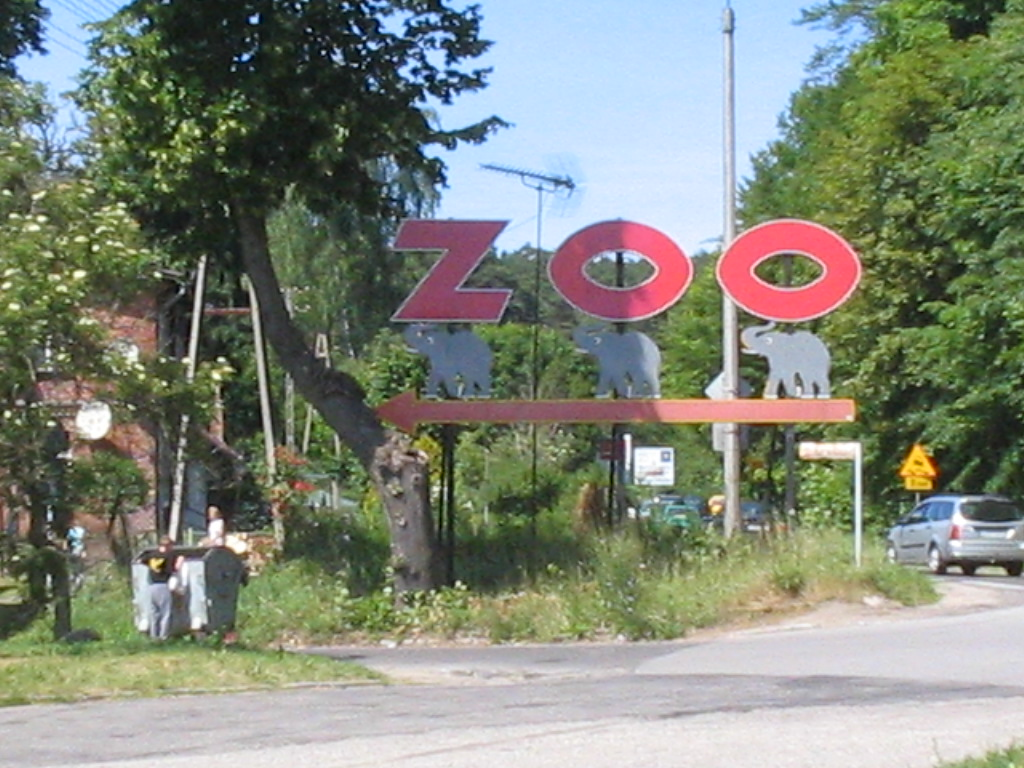
オリバ動物園

## 出身関係者
- ブルーノ・ヴィンシアスキー（ドイツ語版） ドイツ帝国領時代に生まれたオリバ出身者。ドイツ系。後に東ドイツ軍中将。
- ブルーノ・グルーニング（ドイツ語版）　ドイツ帝国領時代に生まれたオリバ出身者。戦後、ドイツ人追放で西ドイツに移住し、ヒーラーとなった。
- ドナルド・トゥスク - ポーランド首相、欧州理事会議長(EU大統領)。カシューブ人、グダニスク出身で、グダニスク大学オリバキャンパス(文献学・歴史学部)に所属していた。
- カール10世グスタフ - スウェーデン王。ポーランド・スウェーデン戦争を終了させ、オリバで条約を締結した。オリバ条約（英語版）